# Håvard Jørgensen
Håvard Jørgensen, også kendt som Lemarchand, er en norsk guitarist som har spillet i de to black metal-bands Satyricon og Ulver.

## Karrieren i Satyricon
Han blev medlem af bandet Eczema (nu Satyricon) kort efter det blev dannet i 1990. Han deltog på bandets to demoer som guitarist. Efterfølgende stoppede han dog i bandet for i stedet at komme med i Ulver.

## Karrieren i Ulver
Han var guitarist i Ulver fra 1993 til 1998 samt sessionsguitarist i 2000 og 2005.

## Diskografi

### MedSatyricon
- 1992: All Evil (demo)
- 1993: The Forest Is My Throne (demo)

### MedUlver
- 1993: Rehearsal 1993 (demo)
- 1993: Vargnatt (demo)
- 1994: Bergtatt - Et Eeventyr i 5 Capitler
- 1995: Kveldssanger
- 1996: Nattens Madrigal - Aatte Hymne til Ulven i Manden
- 1997: The Trilogie - Three Journeyes through the Norwegian Netherworlde (bokssæt)
- 1998: Themes From William Blake's The Marriage of Heaven and Hell
- 2000: Perdition City (som sessionsmusiker)
- 2005: Blood Inside (som sessionsmusiker)